# 皮弁服

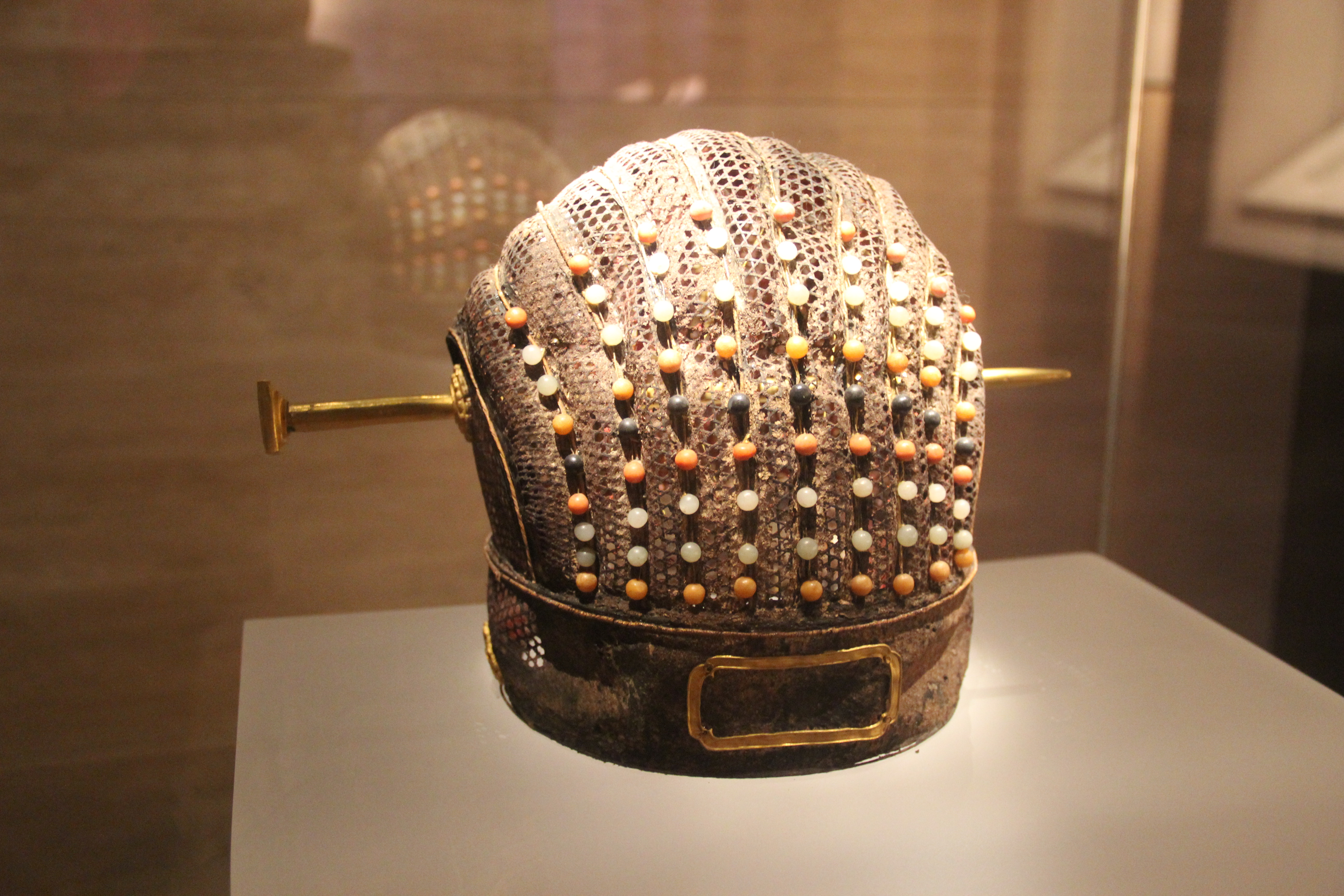
中國出土的明初魯荒王朱檀九縫皂皺紗皮弁冠（親王八縫是永樂後的定制）

皮弁服，又稱皮弁冠服，是中國古代朝服及禮服，《周禮》記曰「視朝，則皮弁服」，《禮記》又記「祭之日，王皮弁以聽祭報，示民嚴上也」。在明代以前，皇帝與貴族也能使用皮弁服，如西漢的孝平王皇後就曾經一次過對四十九位大臣賜予皮弁素績。直至明朝，皮弁冠服的使用規格被大大提高，成為只有皇帝及其近親才能使用的皇家禮服。形制上，皮弁冠服全套包括弁冠、弁服、中單、大帶、蔽膝、舄、玉佩等。《大明會典》中記載，皇帝皮弁冠用十二縫，縫隙之間綴有「五採玉」；皇太子五採玉九縫 、親王三采玉八縫、郡王及外國君主三采玉七縫。
皮弁冠服在明代也常被用作賞賜藩屬君主的禮物，例如正德年間，潘希曾出使安南時，禮單中便有「皮弁冠服一副，常服一套」。嘉靖年間，出使琉球的陳侃更是詳細記錄了大明的賞賜禮單，其中皮弁冠服內含「七旒皂皺紗皮弁冠一頂（旒珠金事件全）、玉圭一枝（袋全）、五章絹地紗皮弁服一套、大紅素皮弁服一件、𫄸色素前後裳一件、𫄸色素蔽膝一件（玉鉤全）、𫄸色妝花錦綬一件（金鉤玉玎珰）、紅白素大帶一件、大紅素纻絲舄一雙（襪全）、丹礬紅平羅銷金夾包袱四條、青白中單一件」。